# 杨德安
杨德安（1948年—），河南临颖人，汉族，中华人民共和国政治人物，第十一届全国人民代表大会北京地区代表。
毕业于中央党校。中国共产党党员。2008年，当选为全国人大代表。